# Fimi
Fimi (Mfimi) eller Fimifloden är en biflod till Kongofloden, belägen i Kongo-Kinshasa. Den rinner upp i Mai-Ndombesjön i Kutu och mynnar ut i Kasaïfloden (Kwa) nära Mushie. 